# Asienmeisterschaften im Fechten 2024
Die Asienmeisterschaften im Fechten 2024 wurden vom 22. bis 27. Juni in Kuwait ausgetragen. Austragungsort der Wettkämpfe war die Kuwait International Fair.

## Ergebnisse

### Männer
| Disziplin          | Gold                                                                        | Silber                                                                    | Bronze                                                             |
| ------------------ | --------------------------------------------------------------------------- | ------------------------------------------------------------------------- | ------------------------------------------------------------------ |
| Degen Einzel       | Ho Wai Hang                                                                 | Ng Ho Tin                                                                 | Akira Komata Erlik Sertai                                          |
| Florett Einzel     | Kyōsuke Matsuyama                                                           | Kazuki Iimura                                                             | Mo Ziwei Takahiro Shikine                                          |
| Säbel Einzel       | Oh Sang-uk                                                                  | Shen Chenpeng                                                             | Mohammad Rahbari Yousef al-Shamlan                                 |
| Degen Mannschaft   | KasachstanElmir Alimschanow Ruslan Kurbanow Jerlik Sertai Wadim Scharlajmow | JapanKōki Kanō Akira Komata Kazuyasu Minobe Masaru Yamada                 | Volksrepublik ChinaLan Minghao Wang Zijie Xiu Yuhan Yang Fengming  |
| Florett Mannschaft | Volksrepublik ChinaChen Haiwei Mo Ziwei Wu Bin Xu Jie                       | SüdkoreaHa Tae-gyu Im Cheol-woo Lee Kwang-hyun Youn Jeong-hyun            | JapanKazuki Iimura Kyōsuke Matsuyama Yūdai Nagano Takahiro Shikine |
| Säbel Mannschaft   | SüdkoreaGu Bon-gil Ha Han-sol Oh Sang-uk Park Sang-won                      | IranFarzad Baher Arasbaran Mohammad Fotouhi Ali Pakdaman Mohammad Rahbari | HongkongAu Sin Ying Wai Ling Chan Kaylin Hsieh Coco Lin            |

### Frauen
| Disziplin          | Gold                                                           | Silber                                                                     | Bronze                                                    |
| ------------------ | -------------------------------------------------------------- | -------------------------------------------------------------------------- | --------------------------------------------------------- |
| Degen Einzel       | Yu Sihan                                                       | Sun Yiwen                                                                  | Kang Young-mi Song Se-ra                                  |
| Florett Einzel     | Hong Se-na                                                     | Komaki Kikuchi                                                             | Wang Yuting Yūka Ueno                                     |
| Säbel Einzel       | Misaki Emura                                                   | Yoon Ji-su                                                                 | Seri Ozaki Jeon Ha-young                                  |
| Degen Mannschaft   | SüdkoreaChoi In-jeong Kang Young-mi Lee Hye-in Song Se-ra      | Volksrepublik ChinaSun Yiwen Tang Junyao Xu Nuo Yu Sihan                   | HongkongAu Sin Ying Wai Ling Chan Kaylin Hsieh Coco Lin   |
| Florett Mannschaft | JapanSera Azuma Komaki Kikuchi Karin Miyawaki Yūka Ueno        | Volksrepublik ChinaChen Qingyuan Huang Qianqian Jiao Enqi Wang Yuting      | SüdkoreaHong Se-na Kim Ki-yeun Lee Se-joo Park Ji-hee     |
| Säbel Mannschaft   | Volksrepublik ChinaRao Xueyi Wei Jiayi Yang Hengyu Zhang Xinyi | KasachstanKarina Dospai Anastassija Gulik Zhasmin Kapydzhy Aigerim Sarybai | SüdkoreaChoi Se-bin Jeon Ha-young Jeon Eun-hye Yoon Ji-su |

## Medaillenspiegel
| Platz  | Land                | Gold | Silber | Bronze | Gesamt |
| ------ | ------------------- | ---- | ------ | ------ | ------ |
| 1      | Südkorea            | 4    | 2      | 5      | 11     |
| 2      | Volksrepublik China | 3    | 4      | 3      | 10     |
| 3      | Japan               | 3    | 3      | 5      | 11     |
| 4      | Hongkong            | 1    | 1      | 2      | 4      |
| 5      | Kasachstan          | 1    | 1      | 1      | 3      |
| 6      | Iran                | –    | 1      | 1      | 2      |
| 7      | Kuwait              | –    | –      | 1      | 1      |
| Gesamt | Gesamt              | 12   | 12     | 18     | 42     |